# Parafia Najświętszego Serca Pana Jezusa w Poraju
Parafia Najświętszego Serca Pana Jezusa w Poraju – parafia rzymskokatolicka w Poraju. Należy do Dekanatu Poraj archidiecezji częstochowskiej. Została utworzona 27 czerwca 1950 roku. Parafię prowadzą księża archidiecezjalni.

## Historia
Od 1929 r. ksiądz z parafii w Choroniu dojeżdżał do kaplicy w Domu Opieki dla Dorosłych, prowadzonym przez Siostry Albertynki. W latach 1936–1939 wybudowano kościół parafialny. Podczas okupacji niemieckiej Poraj znalazł się w granicach III Rzeszy, a Choroń w granicach Generalnego Gubernatorstwa. Wskutek tego 1 października 1942 r. w Poraju utworzono ekspozyturę z własnym duszpasterzem. 27 czerwca 1950 r. biskup częstochowski Teodor Kubina utworzył odrębną parafię w Poraju. Jej obszar wydzielono z parafii w Choroniu.                                                                          

## Proboszczowie
| imię i nazwisko                  | daty urzędowania |
| -------------------------------- | ---------------- |
| ks. Walerian Bylka               | 1950–1976        |
| ks. Michał Komasa                | 1976–1993        |
| ks. Henryk Radecki               | 1993–2000        |
| ks. Zdzisław Wawrzyniec Zgrzebny | od 2000          |